# Limitless (Richard Marx)
Limitless è un album in studio del cantautore statunitense Richard Marx, pubblicato nel 2020.

## Tracce
1. Another One Down – 3:13 (R. Marx, Lucas Marx)
2. Limitless – 3:03 (R. Marx, Michael Jade)
3. Love Affair That Lasts Forever – 3:28 (R. Marx)
4. Let Go – 3:44 (R. Marx, Morgan Page, Daisy Fuentes)
5. All Along – 3:17 (R. Marx, L. Marx)
6. Up All Night – 3:48 (R. Marx)
7. Front Row Seat – 3:28 (R. Marx,  Matt Scannell, Darrell Brown)
8. Strong Enough – 3:36 (R. Marx, Jason Wade)
9. Not In Love – 3:59 (R. Marx, Sara Bareilles)
10. Break My Heart Tonight – 3:11 (R. Marx, Scannell)
11. Last Thing I Wanted – 2:54 (R. Marx, Ashley Gorley, Ross Copperman)
12. This One – 4:24 (R. Marx, Scannell)